# کمبسلنگ
longitudeکمبسلنگlatitudeکمبسلنگ
کمبسلنگ (به انگلیسی: Cambuslang) یک منطقهٔ مسکونی در اسکاتلند است که در لانارکشر جنوبی واقع شده است.

## خصوصیات
کمبسلنگ ۲۴٬۵۰۰ نفر جمعیت دارد.